# بنی گانتس
بنیامین «بِنی» گانتس (عبری: בני גנץ‎، زادهٔ ۹ ژوئن ۱۹۵۹) سپهبد و سیاستمدار اسرائیلی است. گانتس از سال ۲۰۲۰ تا ۲۰۲۱، نخست‌وزیر جایگزین اسرائیل بود. وی بیستمین فرمانده ستاد کل فرماندهی و عملیات ارتش اسرائیل بود که به درجه سپهبدی رسید. او از سال ۲۰۱۱ تا ۲۰۱۵، فرماندهی ستاد کل نیروهای دفاعی اسرائیل را به عهده داشت.
وی در ۲۶ مارس ۲۰۲۰ به عنوان سخنگوی کنست انتخاب شد. در ۲۰ آوریل ۲۰۲۰ با تشکیل ائتلافی با نخست‌وزیر نتانیاهو، دولت وحدت‌ملی ایجاد کردند و با پایان دادن به یک بن‌بست سیاسی به توافق رسیدند که دوره زمامداری را طی ۱۸ماه بین خود تقسیم کنند و به این ترتیب هدایت نیمه نخست زمامداری برعهده بنی گانتس است و پس از آن نتانیاهو عهده‌دار مقام نخست‌وزیری می‌شود. نتایج نظرسنجی معتبر حکایت از اقبال و محبوبیت گانتس بر ناتانیاهو به نسبت بیش از دو برابر داشت.
در دسامبر سال ۲۰۱۸، او گروه سیاسی تازه ای به نام مقاومت اسرائیل را بنیان نهاد. این گروه سپس به تلم و یش عتید پیوست تا حزب آبی و سفید (عبری: Kaḥol Lavan)، رنگ پرچم ملی اسرائیل را تشکیل دهد.

## تاریخچه
بنیامین گانتز در سال ۱۹۵۹ در موشاو کِفار آهیم، اسرائیل زاده شد. مادرش ملکا، بازمانده هولوکاست بود و اصالتاً اهل مزوکواچ‌هازا، مجارستان بود. پدرش ناهوم از رومانی آمده بوده و پیش از رسیدن به اسرائیل مقامات بریتانیا به جرم تلاش برای ورود غیرقانونی به فلسطین، او را دستگیر کرده بودند. پدر و مادر وی از بنیانگذاران موشاو کِفار آهیم، یک انجمن کشاورزی تعاونی در جنوب مرکزی اسرائیل بودند.
بنی گانتس در سال ۱۹۷۷ به نیروهای دفاعی اسرائیل پیوست. او از تکاوران سابق هوابرد و فرمانده سابق یگان سایرت شلدگ است. بنی گانتس همچنین از سال ۲۰۰۰ تا ۲۰۰۲ فرماندهی یگان یهودا و شومرون (کرانه باختری رود اردن)، از سال ۲۰۰۲ تا ۲۰۰۵ فرماندهی جبهه شمال، از سال ۲۰۰۵ تا ۲۰۰۷ فرمانده نیروی زمینی ارتش اسرائیل و از سال ۲۰۰۷ تا ۲۰۰۹ وابسته نظامی در سفارت اسرائیل در واشینگتن، دی.سی. بوده‌است.
او همچنین در سال ۲۰۰۹، برای مدتی به سمت معاون ستاد کل ارتش اسرائیل منصوب شده‌بود.

## تحصیلات
بنی گانتس، دارای مدرک کارشناسی در رشته «تاریخ» از دانشگاه تل‌آویو است. وی موفق به دریافت مدرک کارشناسی ارشد در رشته «علوم سیاسی» از دانشگاه حیفا شده‌است. وی همچنین دانش‌آموخته دانشگاه دفاع ملی در رشته «مدیریت ملی منابع» است.